# يان سيمبسون
يان سيمبسون (بالإنجليزية: Ian Simpson)‏ هو متسابق دراجات نارية بريطاني، ولد في 1970 في إدنبرة في المملكة المتحدة.

## وصلات خارجية
- يان سيمبسون على موقع WorldSBK.com (الإنجليزية)